# Марадона, Рауль
Рау́ль Альфре́до Марадо́на Фра́нко (исп. Raúl Alfredo Maradona Franco; 29 ноября 1966, Ланус) — аргентинский футболист, нападающий. Младший брат Диего Марадоны и старший брат Уго Марадоны.

## Биография
Выступал за аргентинский «Бока Хуниорс», испанскую «Гранаду» и перуанский «Депортиво Мунисипаль», а также за клубы Японии и Канады. Завершил карьеру футболиста в венесуэльской «Депортиво Италии».
В отличие от своих братьев, одного из лучших футболистов в истории Диего Марадоны и Уго, который выступал за юношескую сборную Аргентины и был в середине 1990-х гг. одной из звёзд чемпионата Японии, Лало практически ничем не запомнился в ходе своей карьеры. Тренер перуанского «Депортиво Мунисипаль» рассказывал, что в единственном матче, в котором сыграл Рауль, в его команде фактически выступали 10 человек.
В 2005 году появлялся на телевидении в реалити-шоу «Большой брат». В 2008 году начал тренерскую карьеру в клубе «Альворадо» из Мар-дель-Платы.